# Indexer
In der Objektorientierten Programmierung erlaubt ein Indexer Instanzen einer Klasse oder einer Struktur, auf die gleiche Weise wie Arrays indiziert zu werden. Es handelt sich dabei um eine Art des Operator overloading.

## Implementierung
Indexer werden in C# mit Hilfe von get- und set-Akzessoren implementiert. Sie haben Ähnlichkeit mit Properties, jedoch besteht der Unterschied darin, dass sie nicht statisch sind, und dass Akzessoren Parameter benötigen. Sie werden wie Methoden aufgerufen, wobei beide Akzessoren den Index als Parameter verwenden, während der set-Akzessor zusätzlich den impliziten value-Parameter für die Zuweisung eines Wertes besitzt.

## Beispiel
Ein Beispiel in C# verdeutlicht die Verwendung eines Indexers in einer Klasse:
```
class
 
OurFamily

{

	
public
 
OurFamily
(
params
 
string
[]
 
pMembers
)

	
{

	    
familyMembers
 
=
 
new
 
List
<
string
>
();

	    
familyMembers
.
AddRange
(
pMembers
);

	
}

	
private
 
List
<
string
>
 
familyMembers
;

	
public
 
string
 
this
[
int
 
index
]

	
{

		
// Der get accessor

		
get

		
{

		    
return
 
familyMembers
[
index
];

		
}

		
// Der set accessor

		
set

		
{

		    
familyMembers
[
index
]
 
=
 
value
;

		
}

	
}

	
public
 
int
 
this
[
string
 
val
]

	
{

		
// Index über den Wert ermitteln (das erste gefundene Element)

		
get

		
{

		    
return
 
familyMembers
.
FindIndex
(
m
 
=>
 
m
 
==
 
val
);

		
}

	
}

	
public
 
int
 
Length
 
=>
 
familyMembers
.
Count
;

}

```

Beispiel für die Verwendung:
```
void
 
Main
()

{

    
var
 
doeFamily
 
=
 
new
 
OurFamily
(
"John"
,
 
"Jane"
);

    
for
 
(
int
 
i
 
=
 
0
;
 
i
 
<
 
doeFamily
.
Length
;
 
i
++
)

    
{

        
var
 
member
 
=
 
doeFamily
[
i
];

        
var
 
index
 
=
 
doeFamily
[
member
];
 
// in diesem Fall wie i, aber es soll gezeigt werden, wie man den Index eines Wertes sucht.

        
Console
.
WriteLine
(
$"{member} is the member number {index} of the {nameof(doeFamily)}"
);

    
}

}

```

In diesem Beispiel wird der Indexer verwendet, um den Wert an der i-ten Stelle zu ermitteln, und dann um die Position eines Wertes zu bestimmen. Das Programmbeispiel gibt Folgendes aus:
```
  John is the member number 0 of the doeFamily
  Jane is the member number 1 of the doeFamily
```